# Бадев, Георгий
Георгий Минчев Ба́дев (болг. Георги Минчев Бадев; 24 июля, Видин — 31 июля, София) — болгарский скрипач, музыкальный педагог, профессор. Народный артист НРБ.
Почётный гражданин г. Видин (с 1973).

## Биография
Игрой на скрипке занимался с шестилетнего возраста.
В 1950 году был принят в интернат для одарённых детей. Концертную деятельность начал с 1952 года.
В 1961 году окончил Софийскую государственную консерваторию. Ученик Владимира Аврамова..
В 1971 году стажировался в США у Исаака Штерна. С 1962 г. — преподаватель игры на скрипке, с 1966 года преподавал в государственной музыкальной академии.
Профессор Софийской государственной консерватории и музыкальной Академии Мусашино в Токио.
В 1990-е годы вёл мастер-класс игры на скрипке в Токио.

## Награды
- 1957 — лауреат Московского международного фестиваля
- 1959 — шестое место на музыкальном конкурсе королевы Елизаветы в Брюсселе
- 1966 — первое место на музыкальном конкурсе в Монреале (Канада)